# Therobia rieki
Therobia rieki là một loài ruồi trong họ Tachinidae.